# Il suo più grande amore
Il suo più grande amore è un film italiano del 1956 diretto da Antonio Leonviola.
Il film ripercorre la vita di Santa Rita da Cascia, già trasposta al cinema tredici anni prima con una precedente pellicola realizzata sempre da Leonviola.